# Pierre Wantzel
Pierre Laurent Wantzel, född 5 juni 1814, död 21 maj 1848 i Paris, var en fransk matematiker.
I en artikel från 1837 visade Wantzel att bland annat
1. dubblingen av kuben
2. vinkelns tredelning

användande av endast passare och linjal är omöjligt.